# Paul Korir
Paul Kipketer Korir  (* 15. července 1977) je bývalý keňský atlet, jehož hlavní disciplínou byl běh na 1500 metrů, halový mistr světa v běhu na 1500 metrů.
Prvních mezinárodních úspěchů dosáhl v roce 2003. V následující sezóně se sice neprobojoval na olympiádu do Athén, v Budapešti se však stal halovým mistrem světa v běhu na 1500 metrů.